# Discografia di Barbra Streisand
La discografia di Barbra Streisand è composta da 34 album in studio, 8 album dal vivo, 9 raccolte, 15 colonne sonore e 117 singoli.
Cantante di successo commerciale planetario, la Streisand ha venduto oltre 72,5 milioni di album nei soli Stati Uniti, risultando l'artista femminile ad aver venduto il maggior numero di copie per quel mercato discografico, la Recording Industry Association of America (RIAA). A livello internazionale, ha venduto oltre 150 milioni di dischi, il che fa di lei una delle cantanti ad aver riscontrato maggior successo nelle vendite.

## Album

### Album in studio
| Album | Posizioni massime in classifica | Posizioni massime in classifica | Posizioni massime in classifica | Posizioni massime in classifica | Posizioni massime in classifica | Posizioni massime in classifica | Posizioni massime in classifica | Posizioni massime in classifica | Posizioni massime in classifica | Posizioni massime in classifica | Posizioni massime in classifica | Posizioni massime in classifica | Posizioni massime in classifica | Certificazioni                                     |
| Album | AUS                             | AUT                             | CAN                             | ESP                             | FRA                             | GER                             | ITA                             | NED                             | NZ                              | SWE                             | SWI                             | UK                              | US 100                          | Certificazioni                                     |
| --- | ------------------------------- | ------------------------------- | ------------------------------- | ------------------------------- | ------------------------------- | ------------------------------- | ------------------------------- | ------------------------------- | ------------------------------- | ------------------------------- | ------------------------------- | ------------------------------- | ------------------------------- | -------------------------------------------------- |
| The Barbra Streisand Album - Pubblicazione: 25 febbraio 1963 - Etichetta: Columbia - Formati: LP                    | 6                               | –                               | –                               | –                               | –                               | –                               | –                               | –                               | –                               | –                               | –                               | –                               | 9                               | - US: Oro                                          |
| The Second Barbra Streisand Album - Pubblicazione: agosto 1963 - Etichetta: Columbia - Formati: LP                  | –                               | –                               | –                               | –                               | –                               | –                               | –                               | –                               | –                               | –                               | –                               | –                               | 2                               | - US: Oro                                          |
| The Third Album - Pubblicazione: febbraio 1964 - Etichetta: Columbia - Formati: LP                                  | –                               | –                               | –                               | –                               | –                               | –                               | –                               | –                               | –                               | –                               | –                               | –                               | 5                               | - US: Oro                                          |
| People - Pubblicazione: settembre 1964 - Etichetta: Columbia - Formati: LP                                          | –                               | –                               | –                               | –                               | –                               | –                               | –                               | –                               | –                               | –                               | –                               | –                               | 1                               | - US: Platino                                      |
| My Name Is Barbra - Pubblicazione: maggio 1965 - Etichetta: Columbia - Formati: LP                                  | –                               | –                               | –                               | –                               | –                               | –                               | –                               | –                               | –                               | –                               | –                               | –                               | 2                               | - US: Oro                                          |
| My Name Is Barbra, Two... - Pubblicazione: ottobre 1965 - Etichetta: Columbia - Formati: LP                         | 5                               | –                               | –                               | –                               | –                               | –                               | –                               | –                               | –                               | –                               | –                               | –                               | 2                               | - US: Platino                                      |
| Color Me Barbra - Pubblicazione: marzo 1966 - Etichetta: Columbia - Formati: LP                                     | 5                               | –                               | –                               | –                               | –                               | 33                              | –                               | –                               | –                               | –                               | –                               | –                               | 3                               | - US: Oro                                          |
| Je m'appelle Barbra - Pubblicazione: ottobre 1966 - Etichetta: Columbia - Formati: LP                               | –                               | –                               | –                               | –                               | –                               | –                               | –                               | –                               | –                               | –                               | –                               | –                               | 5                               | - US: Oro                                          |
| Simply Streisand - Pubblicazione: ottobre 1967 - Etichetta: Columbia - Formati: LP                                  | –                               | –                               | –                               | –                               | –                               | –                               | –                               | –                               | –                               | –                               | –                               | –                               | 12                              | - US: Oro                                          |
| A Christmas Album - Pubblicazione: ottobre 1967 - Etichetta: Columbia - Formati: LP                                 | –                               | –                               | –                               | –                               | –                               | –                               | –                               | –                               | 35                              | –                               | –                               | –                               | 108                             | - US: Platino (5)                                  |
| What About Today? - Pubblicazione: luglio 1969 - Etichetta: Columbia - Formati: LP                                  | –                               | –                               | 26                              | –                               | –                               | –                               | –                               | –                               | –                               | –                               | –                               | –                               | 31                              |                                                    |
| Stoney End - Pubblicazione: febbraio 1971 - Etichetta: Columbia - Formati: LP                                       | –                               | –                               | 12                              | –                               | –                               | –                               | –                               | –                               | –                               | –                               | –                               | –                               | 10                              | - US: Platino                                      |
| Barbra Joan Streisand - Pubblicazione: agosto 1971 - Etichetta: Columbia - Formati: LP                              | –                               | –                               | 25                              | –                               | –                               | –                               | –                               | –                               | –                               | –                               | –                               | –                               | 11                              | - US: Oro                                          |
| Barbra Streisand...And Other Musical Instruments - Pubblicazione: novembre 1973 - Etichetta: Columbia - Formati: LP | –                               | –                               | 80                              | –                               | –                               | –                               | –                               | –                               | –                               | –                               | –                               | –                               | 64                              |                                                    |
| The Way We Were - Pubblicazione: gennaio 1974 - Etichetta: Columbia - Formati: LP                                   | 10                              | –                               | 3                               | –                               | –                               | –                               | –                               | –                               | –                               | –                               | –                               | –                               | 1                               | - US: Platino (2) - UK: Argento - AUS: Oro         |
| ButterFly - Pubblicazione: ottobre 1974 - Etichetta: Columbia - Formati: LP                                         | 49                              | –                               | 11                              | –                               | –                               | –                               | –                               | –                               | –                               | –                               | –                               | –                               | 13                              | - US: Oro                                          |
| Lazy Afternoon - Pubblicazione: ottobre 1975 - Etichetta: Columbia - Formati: LP                                    | 84                              | –                               | 54                              | –                               | –                               | –                               | –                               | –                               | –                               | –                               | –                               | –                               | 12                              | - US: Oro                                          |
| Classical Barbra - Pubblicazione: febbraio 1976 - Etichetta: Columbia - Formati: LP                                 | –                               | –                               | 87                              | –                               | –                               | –                               | –                               | –                               | –                               | –                               | –                               | –                               | 46                              | - US: Oro                                          |
| Superman - Pubblicazione: giugno 1977 - Etichetta: Columbia - Formati: LP                                           | 11                              | –                               | 1                               | –                               | –                               | –                               | –                               | –                               | 23                              | 33                              | 46                              | –                               | 3                               | - US: Platino (2) - AUS: Oro                       |
| Songbird - Pubblicazione: maggio 1978 - Etichetta: Columbia - Formati: LP                                           | 30                              | –                               | 18                              | –                               | –                               | –                               | –                               | –                               | –                               | –                               | –                               | –                               | 12                              | - US: Platino - UK: Argento - AUS: Oro             |
| Wet - Pubblicazione: ottobre 1979 - Etichetta: Columbia - Formati: LP                                               | 7                               | –                               | 7                               | –                               | –                               | 28                              | –                               | –                               | –                               | 21                              | 22                              | –                               | 7                               | - US: Platino - UK: Oro - AUS: Platino             |
| Guilty - Pubblicazione: 23 settembre 1980 - Etichetta: Columbia - Formati: LP                                       | 1                               | 1                               | 1                               | 1                               | –                               | 4                               | 3                               | 1                               | 1                               | 1                               | 1                               | 1                               | 1                               | - US: Platino (5) - UK: Platino - AUS: Platino (6) |
| Emotion - Pubblicazione: 9 ottobre 1984 - Etichetta: Columbia - Formati: LP                                         | 13                              | 13                              | 44                              | –                               | –                               | 40                              | –                               | 12                              | 11                              | 25                              | 23                              | 17                              | 19                              | - US: Platino - UK: Argento - AUS: Platino         |
| The Broadway Album - Pubblicazione: 5 novembre 1985 - Etichetta: Columbia - Formati: LP                             | 8                               | 29                              | 11                              | –                               | –                               | –                               | –                               | 8                               | 26                              | 1                               | 26                              | –                               | 1                               | - US: Platino (4) - UK: Argento                    |
| Till I Loved You - Pubblicazione: 25 ottobre 1988 - Etichetta: Columbia - Formati: LP, CD                           | 21                              | –                               | –                               | 19                              | –                               | 33                              | –                               | 28                              | 5                               | –                               | 34                              | 16                              | 10                              | - US: Platino - UK: Oro - AUS: Platino             |
| Back to Broadway - Pubblicazione: 29 giugno 1993 - Etichetta: Columbia - Formati: CD                                | 3                               | 37                              | 6                               | –                               | –                               | 81                              | –                               | 38                              | 23                              | 11                              | 32                              | –                               | 1                               | - US: Platino (2) - UK: Oro                        |
| Higher Ground - Pubblicazione: 11 novembre 1997 - Etichetta: Columbia - Formati: CD, MC, MD                         | 14                              | 42                              | 5                               | 29                              | 23                              | 35                              | –                               | 5                               | 5                               | 23                              | 34                              | 15                              | 1                               | - US: Platino (3) - UK: Argento - AUS: Platino     |
| A Love Like Ours - Pubblicazione: 21 settembre 1999 - Etichetta: Columbia - Formati: CD                             | 12                              | 45                              | 29                              | 44                              | 36                              | 48                              | –                               | 33                              | 33                              | 38                              | –                               | 39                              | 6                               | - US: Platino - UK: Oro - AUS: Oro                 |
| Christmas Memories - Pubblicazione: 30 ottobre 2001 - Etichetta: Columbia - Formati: CD                             | –                               | –                               | –                               | –                               | –                               | –                               | –                               | –                               | –                               | –                               | –                               | –                               | 15                              | - US: Platino                                      |
| The Movie Album - Pubblicazione: 14 ottobre 2003 - Etichetta: Columbia - Formati: CD                                | 36                              | –                               | 10                              | 12                              | 47                              | 85                              | 50                              | 43                              | –                               | –                               | –                               | –                               | 5                               | - US: Oro - UK: Argento - AUS: Oro                 |
| Guilty Pleasures - Pubblicazione: 20 settembre 2005 - Etichetta: Columbia - Formati: CD                             | 22                              | 20                              | 9                               | 21                              | 59                              | 31                              | 34                              | 6                               | 6                               | 12                              | 13                              | 51                              | 5                               | - US: Oro - UK: Platino                            |
| Love Is the Answer - Pubblicazione: 29 settembre 2009 - Etichetta: Columbia - Formati: LP, CD                       | 22                              | 10                              | 2                               | 6                               | 27                              | 28                              | 40                              | 4                               | 4                               | 15                              | 33                              | 32                              | 1                               | - US: Oro - UK: Oro                                |
| What Matters Most - Pubblicazione: 23 agosto 2011 - Etichetta: Columbia - Formati: CD                               | 42                              | 29                              | 10                              | 18                              | 156                             | 18                              | 37                              | 19                              | 19                              | –                               | 54                              | 28                              | 4                               |                                                    |
| Partners - Pubblicazione: 16 settembre 2014 - Etichetta: Columbia/Sony - Formati: LP, CD                            | 1                               | 10                              | 1                               | 4                               | 45                              | 9                               | 18                              | 2                               | 2                               | 2                               | –                               | 16                              | 1                               | - USA: Platino - UK: Platino - AUS: Platino        |
| Encore: Movie Partners Sing Broadway - Pubblicazione: 26 agosto 2016 - Etichetta: Columbia - Formati: LP, CD        | 1                               | 2                               | 3                               | 4                               | 66                              | 23                              | 12                              | 9                               | 2                               | –                               | –                               | 1                               | 1                               |                                                    |
| Walls - Pubblicazione: 2 novembre 2018 - Etichetta: Columbia - Formati: LP, CD                                      | 7                               | 18                              | 33                              | 16                              | 145                             | 34                              | 58                              | 15                              | 38                              | –                               | –                               | 6                               | 12                              |                                                    |

### Album dal vivo
| Album                                                                                                   | Posizioni massime in classifica | Posizioni massime in classifica | Posizioni massime in classifica | Posizioni massime in classifica | Posizioni massime in classifica | Posizioni massime in classifica | Posizioni massime in classifica | Posizioni massime in classifica | Posizioni massime in classifica | Posizioni massime in classifica | Posizioni massime in classifica | Posizioni massime in classifica | Posizioni massime in classifica | Certificazioni                         |
| Album                                                                                                   | AUS                             | AUT                             | CAN                             | ESP                             | FRA                             | GER                             | ITA                             | NED                             | NZ                              | SWE                             | SWI                             | UK                              | US 200                          | Certificazioni                         |
| --- | ------------------------------- | ------------------------------- | ------------------------------- | ------------------------------- | ------------------------------- | ------------------------------- | ------------------------------- | ------------------------------- | ------------------------------- | ------------------------------- | ------------------------------- | ------------------------------- | ------------------------------- | -------------------------------------- |
| A Happening in Central Park - Pubblicazione: settembre 1968 - Etichetta: Columbia - Formati: LP         | –                               | –                               | 19                              | –                               | –                               | –                               | –                               | –                               | –                               | –                               | –                               | –                               | 30                              | - US: Oro                              |
| Live Concert at the Forum - Pubblicazione: ottobre 1972 - Etichetta: Columbia - Formati: LP             | –                               | –                               | 17                              | –                               | –                               | –                               | –                               | –                               | –                               | –                               | –                               | –                               | 19                              | - US: Platino                          |
| One Voice - Pubblicazione: aprile 1987 - Etichetta: Columbia - Formati: LP, CD                          | 15                              | –                               | 28                              | 18                              | –                               | 32                              | –                               | 2                               | 7                               | 33                              | –                               | 27                              | 9                               | - US: Platino - UK: Argento - AUS: Oro |
| The Concert - Pubblicazione: settembre 1994 - Etichetta: Columbia - Formati: CD, MC                     | 20                              | –                               | 27                              | 12                              | –                               | 92                              | –                               | 26                              | –                               | –                               | –                               | 63                              | 10                              | - US: Platino (3)                      |
| The Concert: Highlights - Pubblicazione: 2 maggio 1995 - Etichetta: Columbia - Formati: CD              | –                               | –                               | –                               | –                               | –                               | –                               | –                               | –                               | –                               | –                               | –                               | –                               | 81                              | - US: Oro                              |
| Timeless: Live in Concert - Pubblicazione: 19 settembre 2000 - Etichetta: Columbia - Formati: CD        | 66                              | –                               | –                               | –                               | –                               | –                               | –                               | –                               | –                               | –                               | –                               | 54                              | 21                              | - US: Platino                          |
| Live in Concert 2006 - Pubblicazione: 8 maggio 2007 - Etichetta: Columbia - Formati: CD                 | –                               | 7                               | –                               | 8                               | 83                              | –                               | –                               | 5                               | –                               | –                               | 23                              | 48                              | 7                               |                                        |
| Back to Brooklyn - Pubblicazione: 25 novembre 2013 - Etichetta: Columbia - Formati: CD                  | –                               | –                               | –                               | –                               | –                               | 92                              | –                               | 56                              | –                               | –                               | –                               | –                               | –                               |                                        |
| The Music... The Mem'ries... The Magic! (Live In Concert) - Pubblicazione: 2017 - Etichetta: - Formati: | –                               | –                               | –                               | –                               | –                               | –                               | –                               | –                               | –                               | –                               | –                               | –                               | –                               | –                                      |

### Raccolte
| Album | Posizioni massime in classifica | Posizioni massime in classifica | Posizioni massime in classifica | Posizioni massime in classifica | Posizioni massime in classifica | Posizioni massime in classifica | Posizioni massime in classifica | Posizioni massime in classifica | Posizioni massime in classifica | Posizioni massime in classifica | Posizioni massime in classifica | Posizioni massime in classifica | Posizioni massime in classifica | Certificazioni                                     |
| Album | AUS                             | AUT                             | CAN                             | ESP                             | FRA                             | GER                             | ITA                             | NED                             | NZ                              | SWE                             | SWI                             | UK                              | US 200                          | Certificazioni                                     |
| --- | ------------------------------- | ------------------------------- | ------------------------------- | ------------------------------- | ------------------------------- | ------------------------------- | ------------------------------- | ------------------------------- | ------------------------------- | ------------------------------- | ------------------------------- | ------------------------------- | ------------------------------- | -------------------------------------------------- |
| Barbra Streisand's Greatest Hits - Pubblicazione: gennaio 1970 - Etichetta: Columbia - Formati: LP              | –                               | –                               | 17                              | –                               | –                               | 38                              | –                               | –                               | –                               | –                               | –                               | 44                              | 32                              | - US: Platino (2)                                  |
| Barbra Streisand's Greatest Hits Volume 2 - Pubblicazione: 15 novembre 1978 - Etichetta: Columbia - Formati: LP | 2                               | –                               | 1                               | –                               | 21                              | –                               | –                               | –                               | 1                               | –                               | –                               | 1                               | 1                               | - US: Platino (5) - UK: Argento - AUS: Platino (2) |
| Memories - Pubblicazione: novembre 1981 - Etichetta: Columbia - Formati: LP                                     | 7                               | 17                              | 14                              | 20                              | 3                               | –                               | –                               | 12                              | 2                               | 4                               | –                               | 1                               | 10                              | - US: Platino (5) - UK: Platino - AUS: Platino (6) |
| A Collection: Greatest Hits... and More - Pubblicazione: settembre 1989 - Etichetta: Columbia - Formati: LP, CD | 22                              | –                               | 43                              | 83                              | –                               | –                               | –                               | 6                               | 40                              | 1                               | –                               | 22                              | 26                              | - US: Platino (2) - UK: Oro - AUS: Platino         |
| Just for the Record... - Pubblicazione: 24 settembre 1991 - Etichetta: Columbia - Formati: CD                   | –                               | –                               | –                               | –                               | –                               | –                               | –                               | –                               | –                               | –                               | –                               | –                               | 38                              | - US: Platino                                      |
| Highlights from Just for the Record... - Pubblicazione: 30 giugno 1992 - Etichetta: Columbia - Formati: CD      | –                               | –                               | –                               | –                               | –                               | –                               | –                               | –                               | –                               | –                               | –                               | –                               | –                               |                                                    |
| The Essential Barbra Streisand - Pubblicazione: 29 gennaio 2002 - Etichetta: Columbia - Formati: CD             | 5                               | 11                              | –                               | 14                              | 8                               | –                               | –                               | 42                              | 3                               | 4                               | –                               | 1                               | 15                              | - US: Platino - UK: Platino (2) - AUS: Platino     |
| Duets - Pubblicazione: 26 novembre 2002 - Etichetta: Columbia - Formati: CD                                     | 13                              | –                               | –                               | 26                              | 44                              | 53                              | –                               | 9                               | 11                              | –                               | 88                              | 30                              | 38                              | - US: Oro - UK: Argento - AUS: Platino             |
| Release Me - Pubblicazione: 25 settembre 2012 - Etichetta: Columbia, Legacy - Formati: LP, CD                   | –                               | –                               | 8                               | 33                              | 138                             | –                               | 83                              | 37                              | –                               | –                               | 78                              | 31                              | 7                               |                                                    |

### Colonne sonore
| Album | Posizioni massime in classifica | Posizioni massime in classifica | Certificazioni                  |
| Album | UK                              | US 200                          | Certificazioni                  |
| --- | ------------------------------- | ------------------------------- | ------------------------------- |
| I Can Get It for You Wholesale - Pubblicazione: aprile 1962 - Etichetta: Columbia - Formati: LP                              | –                               | 125                             |                                 |
| Pins and Needles: 25th Anniversary of the Hit Musical Revue - Pubblicazione: maggio 1962 - Etichetta: Columbia - Formati: LP | –                               | 125                             |                                 |
| Funny Girl: Original Broadway Cast Recording - Pubblicazione: aprile 1964 - Etichetta: Columbia - Formati: LP                | –                               | 2                               | - US: Oro                       |
| Funny Girl: Original Soundtrack Recording - Pubblicazione: agosto 1968 - Etichetta: Columbia - Formati: LP                   | 11                              | 12                              | - US: Platino                   |
| Hello, Dolly! - Pubblicazione: ottobre 1969 - Etichetta: Columbia - Formati: LP                                              | 45                              | 49                              |                                 |
| On a Clear Day You Can See Forever - Pubblicazione: luglio 1970 - Etichetta: Columbia - Formati: LP                          | –                               | 108                             |                                 |
| The Owl and the Pussycat - Pubblicazione: gennaio 1971 - Etichetta: Columbia - Formati: LP                                   | –                               | 186                             |                                 |
| The Way We Were - Pubblicazione: gennaio 1974 - Etichetta: Columbia - Formati: LP                                            | –                               | 20                              | - US: Oro                       |
| Funny Lady - Pubblicazione: marzo 1975 - Etichetta: Arista - Formati: LP                                                     | –                               | 6                               | - US: Platino                   |
| A Star Is Born - Pubblicazione: novembre 1976 - Etichetta: Columbia - Formati: LP                                            | 1                               | 1                               | - US: Platino (5) - UK: Platino |
| The Main Event - Pubblicazione: giugno 1979 - Etichetta: Columbia - Formati: LP                                              | –                               | 20                              | - US: Oro                       |
| Yentl - Pubblicazione: 8 novembre 1983 - Etichetta: Columbia - Formati: LP                                                   | 21                              | 9                               | - US: Platino - UK: Argento     |
| Nuts - Pubblicazione: 21 dicembre 1987 - Etichetta: Columbia - Formati: LP, CD, MC                                           | –                               | –                               |                                 |
| The Prince of Tides - Pubblicazione: 12 novembre 1991 - Etichetta: Columbia - Formati: CD                                    | –                               | 84                              |                                 |
| The Mirror Has Two Faces - Pubblicazione: 12 novembre 1996 - Etichetta: Columbia - Formati: CD                               | –                               | 16                              | - US: Platino                   |

## Singoli

### Anni 60
| Anno | Singolo                                                        | Posizioni massime in classifica | Posizioni massime in classifica | Posizioni massime in classifica | Posizioni massime in classifica | Posizioni massime in classifica | Posizioni massime in classifica | Posizioni massime in classifica | Posizioni massime in classifica | Posizioni massime in classifica | Certificazioni | Album                                         |
| Anno | Singolo                                                        | AUS                             | BEL                             | CAN                             | CAN AC                          | NED                             | UK                              | USA                             | USA AC                          | USA Cash Box                    | Certificazioni | Album                                         |
| ---- | -------------------------------------------------------------- | ------------------------------- | ------------------------------- | ------------------------------- | ------------------------------- | ------------------------------- | ------------------------------- | ------------------------------- | ------------------------------- | ------------------------------- | -------------- | --------------------------------------------- |
| 1962 | Miss Marmelstein                                               | —                               | —                               | —                               | —                               | —                               | —                               | —                               | —                               | —                               |                | I Can Get It for You Wholesale                |
| 1962 | Happy Days Are Here Again                                      | —                               | —                               | —                               | —                               | —                               | —                               | —                               | —                               | —                               |                | The Barbra Streisand Album                    |
| 1962 | My Coloring                                                    | —                               | —                               | —                               | —                               | —                               | —                               | —                               | —                               | —                               |                | The Second Barbra Streisand Album             |
| 1964 | People                                                         | 20                              | —                               | 30                              | —                               | 30                              | —                               | 5                               | 1                               | 5                               |                | Funny Girl (Original Broadway Cast Recording) |
| 1964 | I Am Woman                                                     | —                               | —                               | —                               | —                               | —                               | —                               | —                               | —                               | —                               |                | Lato B di People                              |
| 1964 | Funny Girl                                                     | —                               | —                               | —                               | —                               | —                               | —                               | 44                              | 6                               | 47                              |                | —                                             |
| 1964 | Absent Minded Me                                               | —                               | —                               | —                               | —                               | —                               | —                               | —                               | —                               | —                               |                | Lato B di Funny Girl                          |
| 1965 | Why Did I Choose You                                           | —                               | —                               | —                               | —                               | —                               | —                               | 77                              | 15                              | 72                              |                | My Name Is Barbra                             |
| 1965 | My Man                                                         | —                               | —                               | —                               | —                               | —                               | —                               | 79                              | 17                              | 48                              |                | My Name Is Barbra                             |
| 1965 | He Touched Me                                                  | —                               | —                               | —                               | —                               | —                               | —                               | 53                              | 2                               | 51                              |                | My Name Is Barbra, Two...                     |
| 1965 | Second Hand Rose                                               | 6                               | 18                              | 30                              | 1                               | 3                               | 14                              | 32                              | 5                               | 36                              |                | My Name Is Barbra, Two...                     |
| 1966 | Where Am I Going?                                              | —                               | —                               | —                               | 13                              | —                               | —                               | 94                              | 4                               | 96                              |                | Color Me Barbra                               |
| 1966 | You Wanna Bet                                                  | —                               | —                               | —                               | —                               | —                               | —                               | —                               | 18                              | —                               |                | Lato B di Where Am I Going?                   |
| 1966 | Sam, You Made The Pants Too Long                               | —                               | —                               | —                               | —                               | —                               | —                               | 98                              | 9                               | 79                              |                | Color Me Barbra                               |
| 1966 | The Minute Waltz                                               | —                               | —                               | —                               | —                               | —                               | —                               | —                               | 23                              | —                               |                | Lato B di Sam, You Made The Pants Too Long    |
| 1966 | Non C'est Rien                                                 | —                               | —                               | —                               | —                               | —                               | —                               | —                               | 15                              | —                               |                | Color Me Barbra                               |
| 1966 | Free Again                                                     | —                               | —                               | —                               | —                               | —                               | —                               | 83                              | 8                               | 66                              |                | Je m'appelle Barbra                           |
| 1966 | Sleep in Heavenly Peace (Silent Night)                         | 72                              | —                               | —                               | —                               | —                               | —                               | —                               | —                               | —                               |                | A Christmas Album                             |
| 1967 | Stout-hearted Men                                              | —                               | —                               | —                               | —                               | —                               | —                               | 92                              | 2                               | —                               |                | Simply Streisand                              |
| 1967 | Lover Man (Oh, Where Can You Be)                               | —                               | —                               | —                               | —                               | —                               | —                               | —                               | 29                              | —                               |                | Simply Streisand                              |
| 1967 | Jingle Bells?                                                  | —                               | —                               | —                               | —                               | —                               | —                               | —                               | —                               | —                               |                | A Christmas Album                             |
| 1967 | Have Yourself a Merry Little Christmas                         | —                               | —                               | —                               | —                               | —                               | —                               | —                               | —                               | —                               |                | A Christmas Album                             |
| 1967 | The Christmas Song (Chestnut Roasting on an Open Fire)         | —                               | —                               | —                               | —                               | —                               | —                               | —                               | —                               | —                               |                | A Christmas Album                             |
| 1967 | The Lord's Prayer                                              | —                               | —                               | —                               | —                               | —                               | —                               | —                               | —                               | —                               |                | A Christmas Album                             |
| 1968 | Our Corner of the Night                                        | —                               | —                               | —                               | —                               | —                               | —                               | —                               | 19                              | 74                              |                | —                                             |
| 1968 | The Morning After                                              | —                               | —                               | —                               | —                               | —                               | —                               | —                               | —                               | —                               |                | What About Today?                             |
| 1968 | Funny Girl                                                     | —                               | —                               | —                               | —                               | —                               | —                               | —                               | 25                              | —                               |                | Funny Girl (Original Soundtrack Recording)    |
| 1968 | I'd Rather Be Blue over You (Than Be Happy with Somebody Else) | —                               | —                               | —                               | —                               | —                               | —                               | —                               | 19                              | —                               |                | Lato B di Funny Girl                          |
| 1968 | My Man                                                         | —                               | —                               | —                               | —                               | —                               | —                               | —                               | —                               | —                               |                | Funny Girl (Original Soundtrack Recording)    |
| 1969 | Frank Mills                                                    | —                               | —                               | —                               | —                               | —                               | —                               | —                               | —                               | —                               |                | —                                             |
| 1969 | Little Tin Soldier                                             | —                               | —                               | —                               | —                               | —                               | —                               | —                               | —                               | —                               |                | What About Today?                             |
| 1969 | Honey Pie                                                      | —                               | —                               | —                               | —                               | —                               | —                               | —                               | 35                              | —                               |                | Lato B di Little Tin Soldier                  |
| 1969 | What Are You Doing the Rest of Your Life?                      | —                               | —                               | —                               | —                               | —                               | —                               | —                               | —                               | —                               |                | Lato B di The Way We Were                     |
| 1969 | Before the Parade Passes By                                    | —                               | —                               | —                               | 25                              | —                               | —                               | —                               | 23                              | —                               |                | Hello, Dolly!                                 |
| 1969 | Hello, Dolly!                                                  | —                               | —                               | —                               | —                               | —                               | —                               | —                               | —                               | —                               |                | Hello, Dolly!                                 |

### Anni 70
| Anno | Singolo                                             | Posizioni massime in classifica | Posizioni massime in classifica | Posizioni massime in classifica | Posizioni massime in classifica | Posizioni massime in classifica | Posizioni massime in classifica | Posizioni massime in classifica | Posizioni massime in classifica | Posizioni massime in classifica | Posizioni massime in classifica | Posizioni massime in classifica | Posizioni massime in classifica | Posizioni massime in classifica | Posizioni massime in classifica | Posizioni massime in classifica | Certificazioni                          | Album                                     |
| Anno | Singolo                                             | AUS                             | AUT                             | BEL                             | CAN                             | CAN AC                          | GER                             | IRL                             | NED                             | NZ                              | SWE                             | SWI                             | UK                              | USA                             | USA AC                          | USA Cash Box                    | Certificazioni                          | Album                                     |
| ---- | --------------------------------------------------- | ------------------------------- | ------------------------------- | ------------------------------- | ------------------------------- | ------------------------------- | ------------------------------- | ------------------------------- | ------------------------------- | ------------------------------- | ------------------------------- | ------------------------------- | ------------------------------- | ------------------------------- | ------------------------------- | ------------------------------- | --------------------------------------- | ----------------------------------------- |
| 1970 | The Best Thing You've Ever Done                     | —                               | —                               | —                               | —                               | —                               | —                               | —                               | —                               | —                               | —                               | —                               | —                               | —                               | 19                              | —                               |                                         | The Way We Were                           |
| 1970 | On a Clear Day (You Can See Forever)                | —                               | —                               | —                               | —                               | —                               | —                               | —                               | —                               | —                               | —                               | —                               | —                               | —                               | —                               | —                               |                                         | On a Clear Day You Can See Forever        |
| 1970 | Stoney End                                          | 66                              | —                               | —                               | 5                               | 29                              | —                               | —                               | —                               | —                               | —                               | —                               | 27                              | 6                               | 2                               | 7                               |                                         | Stoney End                                |
| 1971 | Time and Love                                       | —                               | —                               | —                               | —                               | 25                              | —                               | —                               | —                               | —                               | —                               | —                               | —                               | 51                              | 3                               | 48                              |                                         | Stoney End                                |
| 1971 | Flim Flam Man                                       | —                               | —                               | —                               | 62                              | 17                              | —                               | —                               | —                               | —                               | —                               | —                               | —                               | 82                              | 7                               | 69                              |                                         | Stoney End                                |
| 1971 | Where You Lead                                      | 72                              | —                               | —                               | 44                              | 23                              | —                               | —                               | —                               | —                               | —                               | —                               | —                               | 40                              | 3                               | 40                              |                                         | Barbra Joan Streisand                     |
| 1971 | Mother                                              | —                               | —                               | —                               | 74                              | —                               | —                               | —                               | —                               | —                               | —                               | —                               | —                               | 79                              | 24                              | 88                              |                                         | Barbra Joan Streisand                     |
| 1971 | Space Captain                                       | —                               | —                               | —                               | —                               | —                               | —                               | —                               | —                               | —                               | —                               | —                               | —                               | —                               | —                               | —                               |                                         | Barbra Joan Streisand                     |
| 1972 | Sweet Inspiration/Where You Lead                    | —                               | —                               | —                               | 37                              | —                               | —                               | —                               | —                               | —                               | —                               | —                               | —                               | 37                              | 15                              | 41                              |                                         | Live Concert at the Forum                 |
| 1972 | SIng/Make Your Own Kind of Music                    | —                               | —                               | —                               | —                               | 25                              | —                               | —                               | —                               | —                               | —                               | —                               | —                               | 94                              | 28                              | —                               |                                         | Live Concert at the Forum                 |
| 1972 | Didn't We                                           | —                               | —                               | —                               | —                               | 46                              | —                               | —                               | —                               | —                               | —                               | —                               | —                               | 82                              | 22                              | 65                              |                                         | Live Concert at the Forum                 |
| 1973 | If I Close My Eyes                                  | —                               | —                               | —                               | —                               | —                               | —                               | —                               | —                               | —                               | —                               | —                               | —                               | —                               | —                               | —                               |                                         | Up the Sandbox                            |
| 1973 | The Way We Were                                     | 7                               | —                               | —                               | 1                               | 1                               | —                               | —                               | —                               | —                               | —                               | —                               | 31                              | 1                               | 1                               | 1                               | - US: Platino                           | The Way We Were                           |
| 1974 | All in Love Is Fair                                 | —                               | —                               | —                               | 60                              | —                               | —                               | —                               | —                               | —                               | —                               | —                               | —                               | 63                              | 10                              | 60                              |                                         | The Way We Were                           |
| 1974 | Guava Jelly                                         | —                               | —                               | —                               | —                               | —                               | —                               | —                               | —                               | —                               | —                               | —                               | —                               | —                               | —                               | 83                              |                                         | ButterFly                                 |
| 1975 | Jubilation                                          | —                               | —                               | —                               | —                               | —                               | —                               | —                               | —                               | —                               | —                               | —                               | —                               | —                               | —                               | —                               |                                         | ButterFly                                 |
| 1975 | How Lucky Can You Get                               | —                               | —                               | —                               | —                               | 19                              | —                               | —                               | —                               | —                               | —                               | —                               | —                               | —                               | 27                              | —                               |                                         | Funny Lady                                |
| 1975 | My Father's Song                                    | —                               | —                               | —                               | —                               | 15                              | —                               | —                               | —                               | —                               | —                               | —                               | —                               | —                               | 11                              | —                               |                                         | Lazy Afternoon                            |
| 1975 | Shake Me, Wake Me (When It's Over)                  | —                               | —                               | —                               | —                               | —                               | —                               | —                               | —                               | —                               | —                               | —                               | —                               | —                               | —                               | —                               | - USA: Platino - CAN: Oro - UK: Argento | Lazy Afternoon                            |
| 1976 | Evergreen (Love Theme from A Star Is Born)          | 5                               | —                               | 27                              | 1                               | 1                               | —                               | 4                               | 18                              | 3                               | —                               | —                               | 3                               | 1                               | 1                               | 1                               |                                         | A Star Is Born                            |
| 1977 | My Heart Belongs to Me                              | 46                              | —                               | —                               | 3                               | 1                               | —                               | —                               | —                               | —                               | —                               | —                               | —                               | 4                               | 1                               | 5                               |                                         | Superman                                  |
| 1978 | Songbird                                            | 92                              | —                               | —                               | 33                              | 1                               | —                               | —                               | —                               | —                               | —                               | —                               | —                               | 25                              | 1                               | 33                              |                                         | Songbird                                  |
| 1978 | Prisoner (Love Theme from Eyes of Laura Mars)       | —                               | —                               | —                               | 48                              | 28                              | —                               | —                               | —                               | —                               | —                               | —                               | —                               | 21                              | 48                              | 35                              |                                         | Eyes of Laura Mars                        |
| 1978 | You Don't Bring Me Flowers (con Neil Diamond)       | 4                               | —                               | 17                              | 1                               | 1                               | —                               | 4                               | 14                              | 3                               | —                               | —                               | 5                               | 1                               | 3                               | 1                               | - USA: Platino - CAN: Oro - UK: Oro     | Barbra Streisand's Greatest Hits Volume 2 |
| 1979 | Superman                                            | —                               | —                               | —                               | —                               | 18                              | —                               | —                               | —                               | —                               | —                               | —                               | —                               | —                               | 29                              | —                               |                                         | Barbra Streisand's Greatest Hits Volume 2 |
| 1979 | The Main Event/Fight                                | 21                              | —                               | —                               | 5                               | 1                               | —                               | —                               | —                               | —                               | —                               | —                               | —                               | 3                               | 2                               | 3                               | - USA: Oro                              | The Main Event                            |
| 1979 | No More Tears (Enough Is Enough) (con Donna Summer) | 8                               | 16                              | 16                              | 2                               | 6                               | 31                              | 7                               | 20                              | 7                               | 1                               | 11                              | 3                               | 1                               | 7                               | 1                               | - USA: Platino - CAN: Oro - UK: Argento | Wet                                       |
| 1979 | Kiss Me in the Rain                                 | —                               | —                               | —                               | 67                              | 1                               | —                               | —                               | —                               | —                               | —                               | —                               | —                               | 37                              | 9                               | 50                              |                                         | Wet                                       |

### Anni 80
| Anno | Singolo                                     | Posizioni massime in classifica | Posizioni massime in classifica | Posizioni massime in classifica | Posizioni massime in classifica | Posizioni massime in classifica | Posizioni massime in classifica | Posizioni massime in classifica | Posizioni massime in classifica | Posizioni massime in classifica | Posizioni massime in classifica | Posizioni massime in classifica | Posizioni massime in classifica | Posizioni massime in classifica | Posizioni massime in classifica | Posizioni massime in classifica | Posizioni massime in classifica | Certificazioni           | Album                                   |
| Anno | Singolo                                     | AUS                             | AUT                             | BEL                             | CAN                             | CAN AC                          | FRA                             | GER                             | IRL                             | NED                             | NZ                              | SWE                             | SWI                             | UK                              | USA                             | USA AC                          | USA Cash Box                    | Certificazioni           | Album                                   |
| ---- | ------------------------------------------- | ------------------------------- | ------------------------------- | ------------------------------- | ------------------------------- | ------------------------------- | ------------------------------- | ------------------------------- | ------------------------------- | ------------------------------- | ------------------------------- | ------------------------------- | ------------------------------- | ------------------------------- | ------------------------------- | ------------------------------- | ------------------------------- | ------------------------ | --------------------------------------- |
| 1980 | Woman in Love                               | 1                               | 1                               | 1                               | 1                               | 1                               | 131                             | 1                               | 1                               | 1                               | 2                               | 1                               | 1                               | 1                               | 1                               | 1                               | 1                               | - USA: Platino - UK: Oro | Guilty                                  |
| 1980 | Guilty (con Barry Gibb)                     | 37                              | —                               | 9                               | 13                              | 32                              | —                               | 15                              | 21                              | 12                              | 12                              | —                               | —                               | 34                              | 3                               | 5                               | 8                               | - USA: Oro               | Guilty                                  |
| 1981 | What Kind of Fool (con Barry Gibb)          | —                               | —                               | —                               | 17                              | —                               | —                               | —                               | —                               | —                               | —                               | —                               | —                               | —                               | 10                              | 1                               | 10                              |                          | Guilty                                  |
| 1981 | Promises                                    | —                               | —                               | —                               | —                               | 5                               | —                               | —                               | —                               | —                               |                                 | —                               | —                               | —                               | 48                              | 8                               | 48                              |                          | Guilty                                  |
| 1981 | Comin' In and Out of Your Life              | 84                              | —                               | —                               | 24                              | 1                               | —                               | —                               | —                               | 19                              | —                               | —                               | —                               | 66                              | 11                              | 2                               | 9                               |                          | Memories                                |
| 1982 | Memory                                      | 59                              | 14                              | —                               | —                               | 3                               | 185                             | 30                              | —                               | 19                              | 4                               | 6                               | —                               | 34                              | 52                              | 9                               | 48                              |                          | Memories                                |
| 1983 | The Way He Makes Me Feel                    | —                               | —                               | —                               | 34                              | 1                               | —                               | —                               | —                               | —                               | —                               | —                               | —                               | —                               | 40                              | 1                               | 26                              |                          | Yentl                                   |
| 1984 | Papa, Can You Hear Me?                      | —                               | —                               | —                               | —                               | 14                              | —                               | —                               | —                               | —                               | —                               | —                               | —                               | —                               | —                               | 26                              | —                               |                          | Yentl                                   |
| 1984 | Left in the Dark                            | 27                              | —                               | 27                              | 87                              | 2                               | —                               | —                               | —                               | 20                              | —                               | —                               | —                               | 85                              | 50                              | 4                               | 37                              |                          | Emotion                                 |
| 1984 | Make No Mistake, He's Mine (con Kim Carnes) | —                               | —                               | —                               | 89                              | 5                               | —                               | —                               | —                               | —                               | —                               | —                               | —                               | 92                              | 51                              | 8                               | 42                              |                          | Emotion                                 |
| 1985 | Emotion                                     | —                               | —                               | —                               | 97                              | 18                              | —                               | —                               | —                               | —                               | —                               | —                               | —                               | —                               | 79                              | 14                              | 79                              |                          | Emotion                                 |
| 1985 | Somewhere                                   | —                               | —                               | —                               | 72                              | 2                               | —                               | —                               | —                               | —                               | —                               | —                               | —                               | 88                              | 43                              | 5                               | 50                              |                          | The Broadway Album                      |
| 1986 | Send in the Clowns                          | —                               | —                               | —                               | —                               | 2                               | —                               | —                               | —                               | —                               | —                               | —                               | —                               | —                               | —                               | 25                              | —                               |                          | The Broadway Album                      |
| 1988 | Till I Loved You (con Don Johnson)          | 34                              | —                               | 3                               | —                               | —                               | 22                              | 26                              | 9                               | 4                               | 34                              | —                               | —                               | 16                              | 25                              | 3                               | 26                              |                          | Till I Loved You                        |
| 1988 | All I Ask of You                            | —                               | —                               | —                               | —                               | —                               | —                               | —                               | —                               | 56                              | —                               | —                               | —                               | 77                              | —                               | 15                              | —                               |                          | Till I Loved You                        |
| 1989 | What Were We Thinking Of                    | —                               | —                               | —                               | —                               | —                               | —                               | —                               | —                               | —                               | —                               | —                               | —                               | —                               | —                               | 32                              | —                               |                          | Till I Loved You                        |
| 1989 | We're Not Makin' Love Anymore               | —                               | —                               | —                               | —                               | 15                              | —                               | —                               | —                               | 89                              | —                               | —                               | —                               | 85                              | —                               | 10                              | —                               |                          | A Collection: Greatest Hits... and More |
| 1989 | Someone That I Used to Love                 | —                               | —                               | —                               | —                               | —                               | —                               | —                               | —                               | 86                              | —                               | —                               | —                               | —                               | —                               | 25                              | —                               |                          | A Collection: Greatest Hits... and More |

### Anni 90
| Anno | Singolo                                       | Posizioni massime in classifica | Posizioni massime in classifica | Posizioni massime in classifica | Posizioni massime in classifica | Posizioni massime in classifica | Posizioni massime in classifica | Posizioni massime in classifica | Posizioni massime in classifica | Posizioni massime in classifica | Posizioni massime in classifica | Posizioni massime in classifica | Posizioni massime in classifica | Posizioni massime in classifica | Posizioni massime in classifica | Posizioni massime in classifica | Posizioni massime in classifica | Certificazioni                                    | Album                    |
| Anno | Singolo                                       | AUS                             | AUT                             | BEL                             | CAN                             | CAN AC                          | FRA                             | GER                             | IRL                             | NED                             | NZ                              | SWE                             | SWI                             | UK                              | USA                             | USA AC                          | USA Country                     | Certificazioni                                    | Album                    |
| ---- | --------------------------------------------- | ------------------------------- | ------------------------------- | ------------------------------- | ------------------------------- | ------------------------------- | ------------------------------- | ------------------------------- | ------------------------------- | ------------------------------- | ------------------------------- | ------------------------------- | ------------------------------- | ------------------------------- | ------------------------------- | ------------------------------- | ------------------------------- | ------------------------------------------------- | ------------------------ |
| 1991 | Places That Belong to You                     | —                               | —                               | —                               | —                               | 34                              | —                               | —                               | 29                              | —                               | —                               | —                               | —                               | 17                              | —                               | 43                              | —                               |                                                   | The Prince of Tides      |
| 1992 | For All We Know                               | —                               | —                               | —                               | —                               | —                               | —                               | —                               | —                               | —                               | —                               | —                               | —                               | —                               | —                               | —                               | —                               |                                                   | The Prince of Tides      |
| 1993 | With One Look                                 | —                               | —                               | —                               | —                               | —                               | —                               | —                               | —                               | —                               | —                               | —                               | —                               | 30                              | —                               | —                               | —                               |                                                   | Back to Broadway         |
| 1993 | Children Will Listen                          | —                               | —                               | —                               | —                               | —                               | —                               | —                               | —                               | —                               | —                               | —                               | —                               | —                               | —                               | —                               | —                               |                                                   | Back to Broadway         |
| 1993 | Speak Low                                     | —                               | —                               | —                               | —                               | —                               | —                               | —                               | —                               | —                               | —                               | —                               | —                               | —                               | —                               | —                               | —                               |                                                   | Back to Broadway         |
| 1994 | The Music of the Night (con Michael Crawford) | —                               | —                               | —                               | —                               | —                               | —                               | —                               | —                               | —                               | —                               | —                               | —                               | 54                              | —                               | —                               | —                               |                                                   | Back to Broadway         |
| 1994 | As If We Never Said Goodbye                   | —                               | —                               | —                               | —                               | —                               | —                               | —                               | —                               | —                               | —                               | —                               | —                               | 20                              | —                               | —                               | —                               |                                                   | Back to Broadway         |
| 1994 | Ordinary Miracles                             | —                               | —                               | —                               | —                               | —                               | —                               | —                               | —                               | —                               | —                               | —                               | —                               | —                               | —                               | —                               | —                               |                                                   | The Concert              |
| 1994 | Evergreen (Live)                              | —                               | —                               | —                               | —                               | —                               | —                               | —                               | —                               | —                               | —                               | —                               | —                               | —                               | —                               | —                               | —                               |                                                   | The Concert              |
| 1996 | I Finally Found Someone (con Bryan Adams)     | 2                               | 23                              | 6                               | 14                              | 2                               | 40                              | 53                              | 1                               | 16                              | 6                               | 9                               | 17                              | 10                              | 8                               | 2                               | —                               | - USA: Oro - AUS: Oro                             | The Mirror Has Two Faces |
| 1997 | Tell Him (con Céline Dion)                    | 9                               | 23                              | 3                               | 12                              | 1                               | 4                               | 25                              | 2                               | 1                               | 9                               | 27                              | 4                               | 3                               | —                               | 5                               | —                               | - AUS: Oro - BEL: Platino - NL: Platino - UK: Oro | Higher Ground            |
| 1998 | If I Could                                    | —                               | —                               | —                               | —                               | —                               | —                               | —                               | —                               | —                               | —                               | —                               | —                               | —                               | —                               | —                               | —                               |                                                   | Higher Ground            |
| 1998 | Higher Ground                                 | —                               | —                               | —                               | —                               | —                               | —                               | —                               | —                               | —                               | —                               | —                               | —                               | —                               | —                               | —                               | —                               |                                                   | Higher Ground            |
| 1999 | I've Dreamed of You                           | —                               | —                               | —                               | 12                              | 91                              | —                               | —                               | —                               | —                               | —                               | —                               | —                               | —                               | —                               | —                               | —                               |                                                   | A Love Like Ours         |
| 1999 | If You Ever Leave Me (con Vince Gill)         | 92                              | —                               | —                               | —                               | 29                              | —                               | —                               | —                               | 82                              | —                               | —                               | —                               | 26                              | —                               | —                               | 62                              |                                                   | A Love Like Ours         |

### Anni 2000/2010
| Anno | Singolo                                          | Posizioni massime in classifica | Posizioni massime in classifica | Posizioni massime in classifica | Posizioni massime in classifica | Posizioni massime in classifica | Album              |
| Anno | Singolo                                          | UK                              | SCO                             | HUN Radio                       | USA AC                          | USA Dance                       | Album              |
| ---- | ------------------------------------------------ | ------------------------------- | ------------------------------- | ------------------------------- | ------------------------------- | ------------------------------- | ------------------ |
| 2001 | It Must Have Been the Mistletoe                  | —                               | —                               | —                               | 28                              | —                               | Christmas Memories |
| 2002 | I Won't Be the One to Let Go (con Barry Manilow) | —                               | —                               | —                               | —                               | —                               | Duets              |
| 2004 | Stranger in a Strange Land                       | 111                             | 66                              | 32                              | 39                              | —                               | Guilty Pleasures   |
| 2004 | Night of My Life                                 | —                               | —                               | —                               | —                               | 2                               | Guilty Pleasures   |
| 2004 | Come Tomorrow (con Barry Gibb)                   | 95                              | 57                              | —                               | —                               | —                               | Guilty Pleasures   |
| 2004 | Above the Law (Con Barry Gibb)                   | —                               | —                               | —                               | —                               | —                               | Guilty Pleasures   |
| 2009 | In the Wee Small Hours of the Morning            | —                               | —                               | —                               | —                               | —                               | Love Is the Answer |
| 2012 | I'll Be Home for Christmas                       | —                               | —                               | 9                               | —                               | —                               | Christmas Memories |
| 2014 | It Had to Be You (con Michael Bublé)             | —                               | —                               | —                               | —                               | —                               | Partners           |
| 2014 | What Kind of Fool (con John Legend)              | —                               | —                               | —                               | —                               | —                               | Partners           |
| 2016 | Enough is Enough 2017 (con Donna Summer)         | —                               | —                               | —                               | —                               | 3                               | —                  |
| 2018 | Don't Lie to Me                                  | —                               | —                               | —                               | —                               | 8                               | Walls              |